# De plank van Jan Haring
De plank van Jan Haring is het 84ste stripverhaal van Jommeke. De reeks wordt getekend door striptekenaar Jef Nys.

## Verhaal
Het verhaal begint wanneer Jommeke een brief ontvangt van kapitein Jan Haring. Als ze bij de kapitein zijn, vertelt hij dat Jommeke met zijn schip ergens heen moet varen. Waarheen en waarom moet hij zelf uitvissen op het schip. De volgende morgen vertrekken Jommeke en zijn vriendjes met het schip. Na wat zoeken vinden ze de aanwijzingen van de kapitein en zetten ze koers naar IJsland. Daar vinden ze op een bepaalde plaats de schat van Vikoerik de Viking. Ze laden de hele schat op maar een andere vissersboot merkt dit op. Als ze terug huiswaarts keren, worden ze achtervolgd en bijna geënterd door de vissers. Maar dankzij een extra motor kunnen ze toch nog ontsnappen en veilig thuiskomen.

## Achtergronden bij het verhaal
- Het personage Kapitein Jan Haring maakt zijn debuut in dit verhaal.